# Thiacidas buchanani
Thiacidas buchanani là một loài bướm đêm trong họ Noctuidae.